# Cleurie
Cleurie ([klœˈʁi] ) ist eine französische Gemeinde mit 648 Einwohnern (Stand: 1. Januar 2022) im Département Vosges in der Region Grand Est (bis 2015 Lothringen). Sie gehört zum Arrondissement Épinal (bis 2024 Saint-Dié-des-Vosges) und ist Mitglied im Gemeindeverband Communauté de communes des Hautes Vosges. Die Bewohner werden Cleurisiens und Cleurisiennes genannt.

## Geografie
Die Gemeinde Cleurie liegt in den Vogesen am gleichnamigen Fluss zwischen den Städten Remiremont und Gérardmer.
Das 11 km² große Gemeindegebiet von Cleurie wird im Südosten vom Fluss Cleurie begrenzt, der Pate für den Gemeindenamen stand. Das etwa 200 Meter breite Tal liegt auf 420 bis 460 Metern Meereshöhe. Die Bergbäche Ruisseau des Basses, Le Grand Rupt und Ruisseau des Voues münden im Gemeindegebiet in die Cleurie. Das Gelände steigt nach Nordwesten auf 750 bis 800 Meter an, im Norden der Gemeinde wird an der Tête de la Charmotte mit 819 Metern der höchste Punkt erreicht.
Die höheren Lagen im Norden und Westen der Gemeinde sind bewaldet und gehören zum Forêt Domaniale de Fossard. Cleurie ist eine typische Streusiedlung im lothringischen Teil der Vogesen. Es hat sich kein Dorfzentrum herausgebildet, die Einzelhaus-Bebauung an exponierten Südhang-Lagen hat sich in jüngster Zeit noch verstärkt. Das Ufer der Cleurie ist dagegen kaum bebaut. Zur Gemeinde gehören die Ortsteile Flaconnière im Nordosten sowie Putière im Südwesten. Ackerbau findet aufgrund der Höhenlage nur in bescheidenem Umfang statt, Weideland ist dagegen bis in die höheren Hanglagen anzutreffen.
Nachbargemeinden von Cleurie sind Tendon im Norden, Le Tholy im Nordosten, La Forge im Osten, Le Syndicat im Südosten, Saint-Amé im Süden sowie Saint-Étienne-lès-Remiremont im Westen.

## Geschichte
Das Gebiet der heutigen Gemeinden Cleurie und La Forge lag im Ban Moulin, der von der Propstei in Arches abhängig war. Nach Errichtung der Kirchen in Le Tholy und Saint-Amé wurden die Bewohner in den jeweils näherliegenden Kirchen eingepfarrt. In der Zeit der Gemeinde-Neubildungen während der Französischen Revolution wurden die alten Bann- und Pfarreigrenzen nicht mehr berücksichtigt. So gingen aus dem alten Mühlenbann zwei Gemeinden hervor. Aus dem Ortsnamen Les Arrentès de Cleurie wurde Cleurie, aus Les Arrentés du Ban de Saint-Joseph die Gemeinde La Forge.
1850 wurde die Mairie-école (Rathaus-Schule) errichtet. Sie ist 1944 nach Granatenbeschuss zerstört worden,  1954 erfolgte der Wiederaufbau.
Für das Jahr 1936 gibt es genauere statistische Angaben, die ein Lehrer-Ehepaar zusammentrug. In der Gemeinde lebten damals 378 Einwohner, darunter waren acht Ausländer. Die Bevölkerung bildete 86 Haushalte in 70 Häusern. Drei Häuser waren unbewohnt. Es wird auch erwähnt, dass in der Zeit zwischen 1911 und 1936 die Tendenz bestand, aus den höheren Lagen in das Tal zu ziehen.
Zwischen den beiden Weltkriegen erreichte die Gemeinde Cleurie einen gewissen Wohlstand durch die Landwirtschaft, das Handwerk und durch einen Granitsteinbruch. Schon damals pendelten viele Einwohner in die Nachbargemeinde Le Syndicat. Hier gab es zwei Webereien und eine Kartonfabrik. 

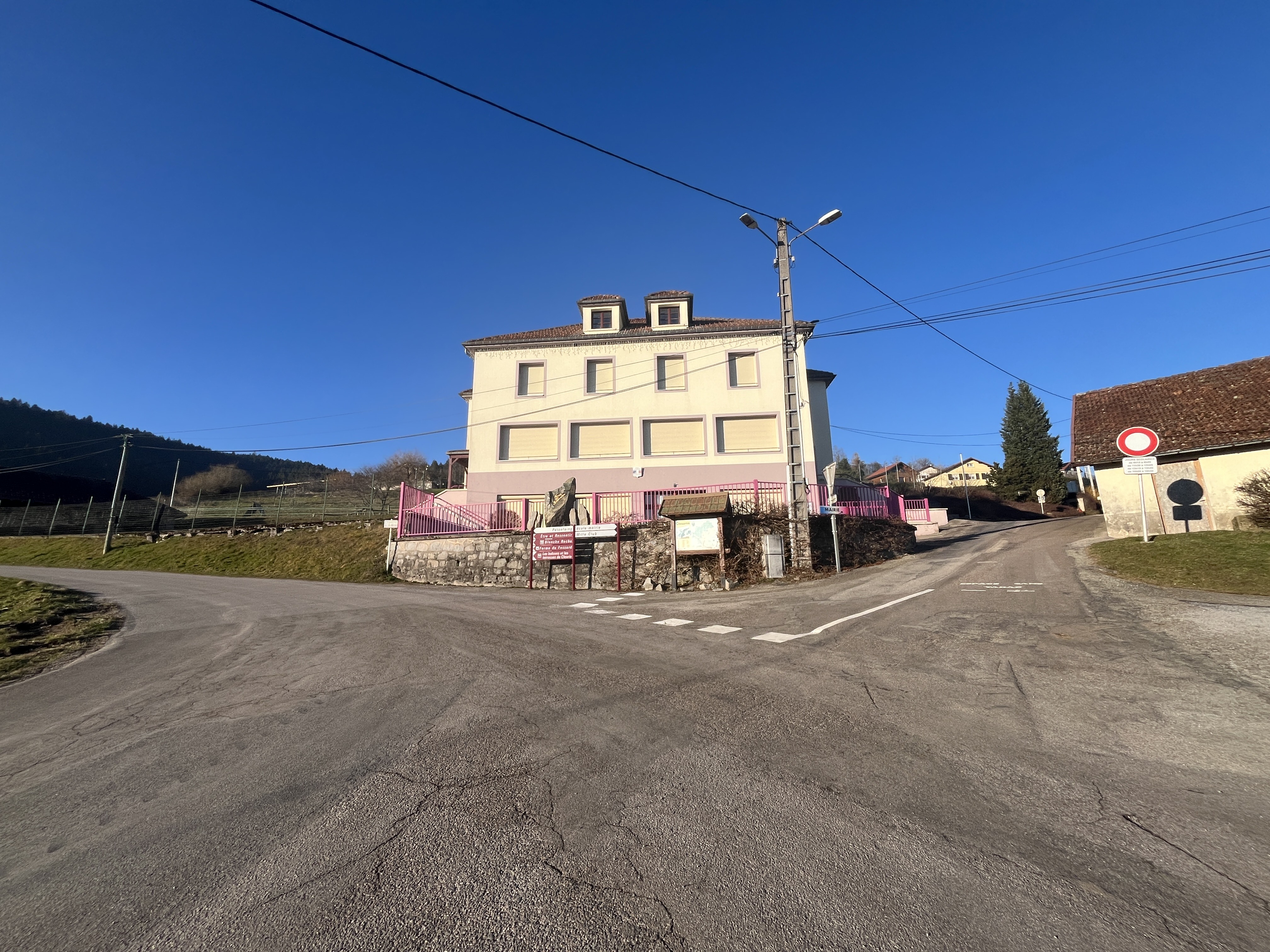
Gemeindeverwaltungs- und Schulgebäude

### Bevölkerungsentwicklung
| Jahr      | 1962 | 1968 | 1975 | 1982 | 1990 | 1999 | 2006 | 2013 | 2021 |
| Einwohner | 413  | 390  | 445  | 625  | 668  | 669  | 616  | 655  | 643  |

Ab den 1970er Jahren erlebte die Gemeinde Cleurie einen Aufschwung mit einer Zunahme der Bevölkerung, was auf Sanierungsmaßnahmen und verstärkte Ausweisung von Baugebieten zurückzuführen war. Im Jahr 1999 wurde mit 669 Bewohnern die bisher höchste Einwohnerzahl ermittelt. Die Zahlen basieren auf den Daten von cassini.ehess und INSEE.

## Wirtschaft und Infrastruktur
Von der Landwirtschaft leben heute nur noch wenige Bewohner der Gemeinde. In Cleutie sind noch acht Landwirtschaftsbetriebe ansässig (Milchwirtschaft, Rinderzucht, Schaf- und Ziegenhaltung, Obstanbau). Im Süden der Gemeinde gibt es mit dem Z.A. du Champ de l’Etraye  ein kleines Gewerbegebiet. Hier arbeitet die Elektronikfirma Enrulec mit ca. 60 Beschäftigten. Neben einem traditionsreichen kleinen Sägewerk gibt es mit der Impression Rotative Cod’Etiq einen weiteren mittelständischen Betrieb in Cleurie. Er hat sich auf die Herstellung von Barcodes und Etiketten spezialisiert. Die meisten Berufstätigen pendeln jedoch in die Industrie- und Dienstleistungsunternehmen der unmittelbaren Umgebung.
Cleurie ist heute auch durch Ferienhäuser auf dem Tourismusgebiet aktiv. Diese Entwicklung verdankt die Gemeinde der Lage nahe den Wasserfällen von Tendon und dem Lac de Gérardmer sowie der günstigen Verkehrsanbindung.
Die Gemeinde ist Standort einer Grundschule.
In Cleurie gibt es keine Kirchen. Für die Seelsorge sind die nahegelegenen Kirchen in Saint-Amé und im Ortsteil Julienrupt der Gemeinde Le Syndicat zuständig.
Im Cleurietal verläuft die Départementsstraße 417 von Remiremont über Gérardmer nach Colmar. Des Weiteren bestehen Straßenverbindungen in die Nachbargemeinden La Forge und Saint-Amé. Über den 730 Meter hoch gelegenen Col du Singe besteht eine nicht ganzjährig benutzbare Straßenverbindung nach Éloyes im Moseltal.

## Belege
1. ↑  Ortsname auf cassini.ehess.fr
2. ↑  Cleurie auf cassini.ehess
3. ↑  Cleurie auf INSEE
4. ↑  Landwirtschaftsbetriebe auf annuaire-mairie.fr (französisch)